# Manassès d'Arles
Pour les articles homonymes, voir Manassé.
Manassès d'Arles (? - † 17 novembre 962 ou 963), fut archevêque d’Arles (914-962/963), évêque de Vérone, de Trente et de Mantoue, ainsi qu'archevêque de Milan (946-954). Il était par sa mère Teutberge, le neveu d'Hugues d'Arles qui fut roi de Provence et d'Italie.

## Biographie

### Un proche d'Hugues d'Arles
D’origine bourguignonne, Manassès est le fils de Teutberge d'Arles, la sœur d'Hugues d'Arles et du comte Warner/Garnier (Warnarius) (Warnarius), vicomte de Sens. Le nom de Manassès doit provenir des ancêtres de ce Garnier, qui est tué en combat le 6 décembre 924 contre les Normands.

### Un évêque puissant sous Hugues d'Arles

#### À Arles
Manassès reçoit l’archevêché d’Arles vers 914, à la suite de l’installation d'Hugues d'Arles dans la cité provençale en 911 et, peu après, en 921 reçoit du roi Louis III des droits sur la ville, dont ceux perçus sur les Grecs et les autres gens venant à Arles. Son installation sur le siège archiépiscopal arlésien s'inscrit dans le cadre des conflits de cette époque. La venue d'Hugues crée en effet une forte opposition entre l'aristocratie locale et la nouvelle aristocratie bourguignonne amenée par le comte. Ces tensions, qui se traduisent parfois par des meurtres, culminent dans les années 915-920.
En 923, il cède à l’Église de Marseille, menacée par les bandes sarrasines, les églises de Fos et l’abbaye Saint-André de la Cape où l’évêque de Marseille, Drogo peut se réfugier.

#### En Italie
En 926, quand Hugues part en Italie, Manassès le suit, tout en conservant l'archevêché d'Arles. Il se fait néanmoins nommer sur les autres évêchés de Vérone, de Trente et de Mantoue et reçoit de nombreuses abbayes tout en assumant la fonction de premier ministre auprès de son oncle. Tant de faveurs soulèvent jalousie et rancœurs auprès de la noblesse italienne.
En 947, Manassès est signalé à Pavie.

### Des temps plus difficiles après la disparition d'Hugues
En 947, la disparition de son protecteur et oncle Hugues d'Arles, qui avait dû fuir l'Italie, ouvre pour lui et les proches du comte une période pleine d'aléas.

#### Des actes de repentance
Dès le mois de septembre 948, peut-être en Provence mais plus probablement à Cluny, Manassès fait une donation - des biens sis dans le comté de Chalon (Jully-lès-Buxy) à Cluny, pour l’âme de ses proches récemment décédés dont sa mère Theutberge d'Arles et son frère Hugues de Vienne ; peu après, le 7 octobre 948, il organise l'élection d'Honorat, évêque de Marseille, de la famille des vicomtes de Marseille. Il vend, en 949, le domaine de Montmajour à Theusinde dite aussi Teucinde, femme appartenant à une famille aristocratique d’origine bourguignonne, qui le cède aux moines bénédictins vivant sur cette île entourée de marécages.

#### L'accession à l'archevêché de Milan
Après la mort de l'archevêque Ardaric décédé le 13 octobre 948, Manassès retourne en Italie dès 949 et parvient alors à se hisser enfin sur la chaire d'Ambroise : il est en effet nommé à l’archevêché de Milan par Bérenger II et son épouse Willa, la fille de Boson d'Arles. Il s'ensuit alors une période de conflits avec deux autres prétendants, Adelman et Walpert, qui se termine par le triomphe de ce dernier en 953 ou 954.

#### Les dernières années: repli sur Arles
Les dernières années de Manassès sont peu connues. D'après l'historien Jean-Pierre Poly, il ne revient en Provence qu'en 952 / 953, après avoir été condamné au concile d'Augsbourg, que les historiens placent en 952. Il y serait allé pour se justifier après le raid d'Otton Ier en Italie. Au cours de ces années d'errance, il semble que le roi Conrad, profitant de l'absence de ce puissant prélat, donne le gros des fiscs marseillais, à Arnulfe, l'ancêtre des vicomtes de Marseille.
Depuis au moins l'an 951, il est secondé par un coadjuteur nommé Radon et décède en 962 ou 963. L'historien Jean-Pierre Poly en précise le jour : le 17 novembre.

## Un rôle prépondérant
À propos de Manassès, on a pu parler de la « prépondérance écrasante de l'archevêque d'Arles » (J.-P. Poly). L'archevêque d'Arles devient le seul métropolitain en Provence. Il réussit à placer à la tête des évêchés des clercs de son entourage. Les évêques de Fréjus, de Vaison, de Venasque, résident à Arles et exercent les fonctions de prévôt du chapitre. Les évêques ne jurent plus fidélité au roi, mais à l'archevêque d'Arles.
Prélat puissant, Manassès est aussi un riche propriétaire terrien. L'inventaire du domaine de l'archevêque établi peu après son décès vers 961, montre que Manassès possédait un grand domaine foncier qui s'étendait sur la totalité du territoire du diocèse d'Arles, notamment en Argence, Autavès, Camargue et Crau. Lui étaient également rattachées les trois abbayes d'Aniane, de Goudargues et de Cruas.
L'importance des archevêques du Xe siècle résulte aussi d'un pouvoir et d'une richesse foncière qui ne sont pas encore diminués ni par les monastères ni par les papes. Mais l'Église d'Arles, comme plus généralement celle de Provence, doit commencer à composer avec les grandes familles comtales et vicomtales qui, à partir de la seconde moitié du Xe siècle, essayent de faire entrer la mense ecclésiastique dans leur patrimoine familial.